# Tàu khu trục

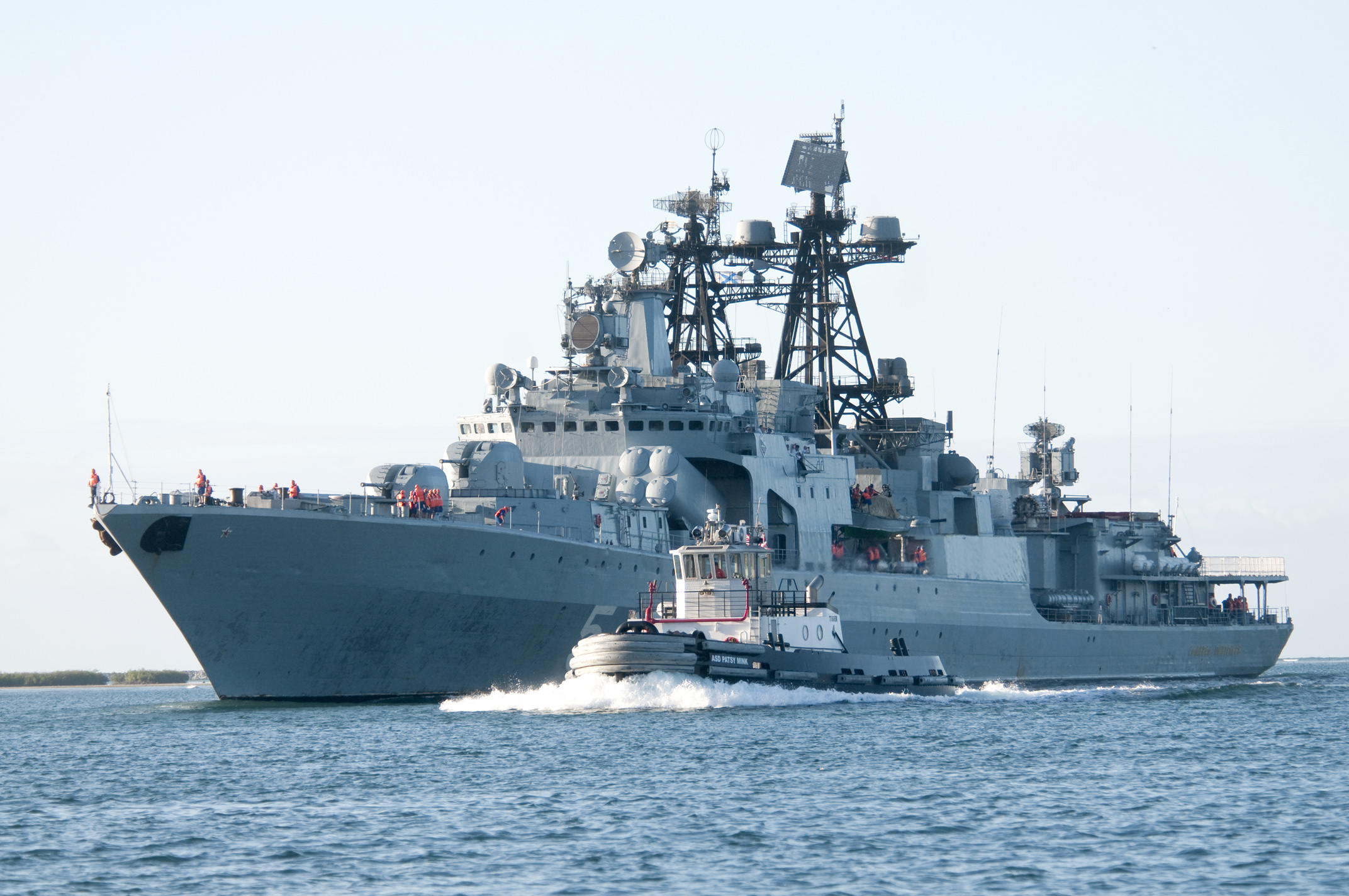
lớp Udaloy

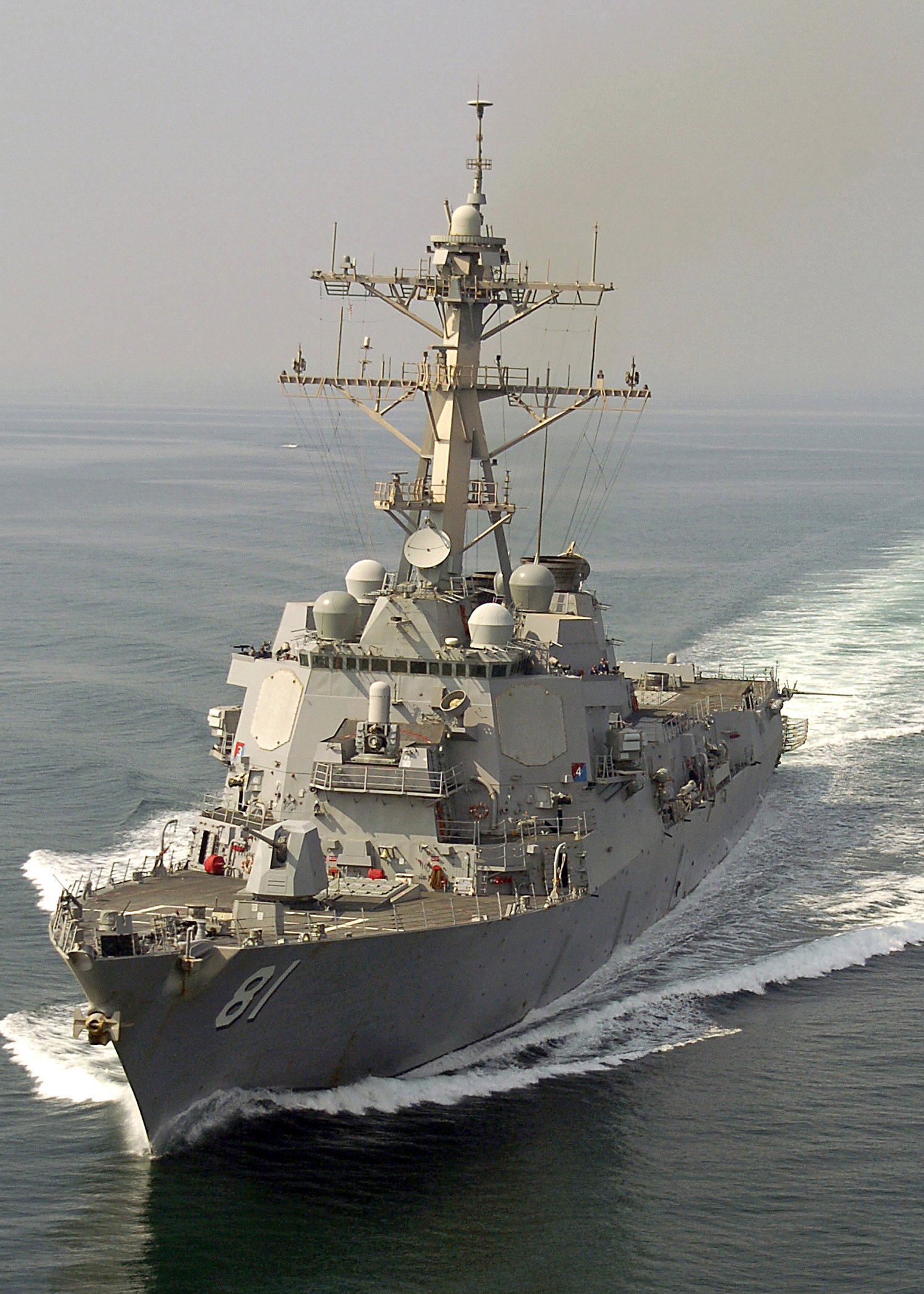
Tàu khu trục USS Winston S.Churchill, một chiếc thuộc lớp tàu khu trục Arleigh Burke của Hải quân Hoa Kỳ.

Tàu khu trục, hay còn gọi là khu trục hạm, (tiếng Anh: destroyer) là một tàu chiến chạy nhanh và cơ động, có khả năng hoạt động lâu dài bền bỉ dùng cho mục đích hộ tống các tàu chiến lớn hơn trong một hạm đội, đoàn tàu vận tải hoặc một chiến đoàn, và bảo vệ chúng chống lại những đối thủ nhỏ tầm gần nhưng mạnh mẽ, thoạt tiên là những tàu phóng lôi, và sau này là tàu ngầm và máy bay. Khu (驅) và trục (逐) là các chữ Hán-Việt đều có nghĩa là "đuổi đi".
Trước Chiến tranh thế giới thứ hai, tàu khu trục là những tàu hạng nhẹ không có khả năng chịu đựng được những chiến dịch trên đại dương một mình; mà tiêu biểu là một số tàu khu trục phối hợp cùng một tàu tiếp liệu khu trục cùng hoạt động với nhau. Trong và sau chiến tranh, các tàu khu trục mạnh hơn và lớn hơn có khả năng hoạt động độc lập được chế tạo, đặc biệt là khi các tàu tuần dương không còn được sử dụng trong những năm 1950 và 1960.
Khi bước sang thế kỷ 21, các tàu khu trục là các hạm tàu nổi lớn nhất được sử dụng thường xuyên, khi chỉ còn hải quân của ba nước Hoa Kỳ, Nga và Peru còn sử dụng tàu tuần dương hạng nặng và không còn nước nào sử dụng thiết giáp hạm. hay tàu chiến-tuần dương thực sự. Các tàu khu trục hiện đại, còn được gọi là tàu khu trục tên lửa, có trang bị tên lửa điều khiển, thì tương đương về trọng tải nhưng có hỏa lực vượt trội hơn các tàu tuần dương thời Thế Chiến II, với khả năng mang tên lửa hạt nhân. Các tàu khu trục tên lửa như là lớp Arleigh Burke trong thực tế lớn hơn và trang bị vũ khí mạnh hơn hầu hết mọi lớp tàu trước đây được xếp lớp tàu tuần dương tên lửa, do kích cỡ lớn với chiều dài 155 m (510 ft), trọng lượng rẽ nước 9.200 tấn và trang bị trên 90 tên lửa.

## Lịch sử ban đầu
Sự xuất hiện của tàu khu trục, và sự phát triển của nó cho đến Chiến tranh thế giới thứ hai, có liên quan đến sự phát minh ra ngư lôi tự hành vào những năm 1860. Hải quân của một quốc gia giờ đây có khả năng tiêu diệt một hạm đội tàu chiến của đối phương bằng cách chỉ sử dụng máy phóng bằng hơi nước mà từ đó các ngư lôi có thể được thả xuống. Các tàu nhỏ chạy nhanh có trang bị ngư lôi được chế tạo, và được đặt tên là tàu phóng lôi (còn được gọi là phóng pháo hạm, tàu phóng ngư lôi hay ngư lôi đỉnh), và chúng được phát triển vào khoảng thập niên 1880 thành những tàu loại nhỏ tải trọng 50 đến 100 tấn, đủ nhanh để vượt qua các tàu tuần tiễu đối phương.
Lúc đầu, mối đe dọa của chúng đối với một hạm đội chiến đấu được xem chỉ tồn tại khi đang thả neo, nhưng khi xuất hiện các ngư lôi nhanh hơn và có tầm xa hơn thì mối đe dọa được mở rộng sang những tàu đang hoạt động trên biển. Một phản ứng đối phó với mối đe dọa mới này là việc đóng các tàu đánh chặn nhanh hơn và có hỏa lực mạnh hơn gọi là "tàu đón đầu" để hộ tống hạm đội chiến đấu trên biển. Chúng cần có sức chịu đựng và có khả năng hoạt động trên biển tương đương những chiếc khác trong hạm đội; và khi chúng càng ngày càng trở nên to lớn như cần thiết thì chúng được gọi tên chính thức là torpedo boat destroyer (tàu tiêu diệt tàu phóng lôi), rồi không bao lâu sau đó được gọi rút gọn là destroyer, mà tiếng Việt tương ứng là tàu khu trục (tiếng Pháp:contre-torpilleur, tiếng Ý: cacciatorpediniere, tiếng Tây Ban Nha: Contratorpedero và tiếng Ba Lan: kontrtorpedowiec).
Một khi các tàu khu trục trở nên có giá trị hơn chỉ là "tàu đón đầu" bảo vệ một khu neo tàu, chúng được nhận ra là cũng rất lý tưởng để thực hiện vai trò của chính các tàu phóng lôi, vì thế chúng được trang bị các ống phóng ngư lôi cũng như pháo. Vào lúc đó, và thậm chí trong Chiến tranh thế giới thứ hai, nhiệm vụ duy nhất của các tàu khu trục là bảo vệ hạm đội chiến đấu của chúng khỏi các cuộc tấn công bằng ngư lôi của đối thủ, và tiến hành các cuộc tấn công tương tự (lợi dụng tốc độ cao và tính cơ động tấn công bằng ngư lôi) vào các thiết giáp hạm đối phương. Nhiệm vụ bảo vệ các đoàn tàu vận tải vẫn còn là chuyện của tương lai.
Một phát triển quan trọng đến vào năm 1884 với chiếc Swift, một tàu phóng lôi lớn trang bị sáu pháo 47 mm bắn nhanh và ba ống phóng ngư lôi. Cho dù không đủ nhanh để đối đầu với các tàu phóng lôi một cách hiệu quả, nó có đủ hỏa lực để đối phó với quân địch. 

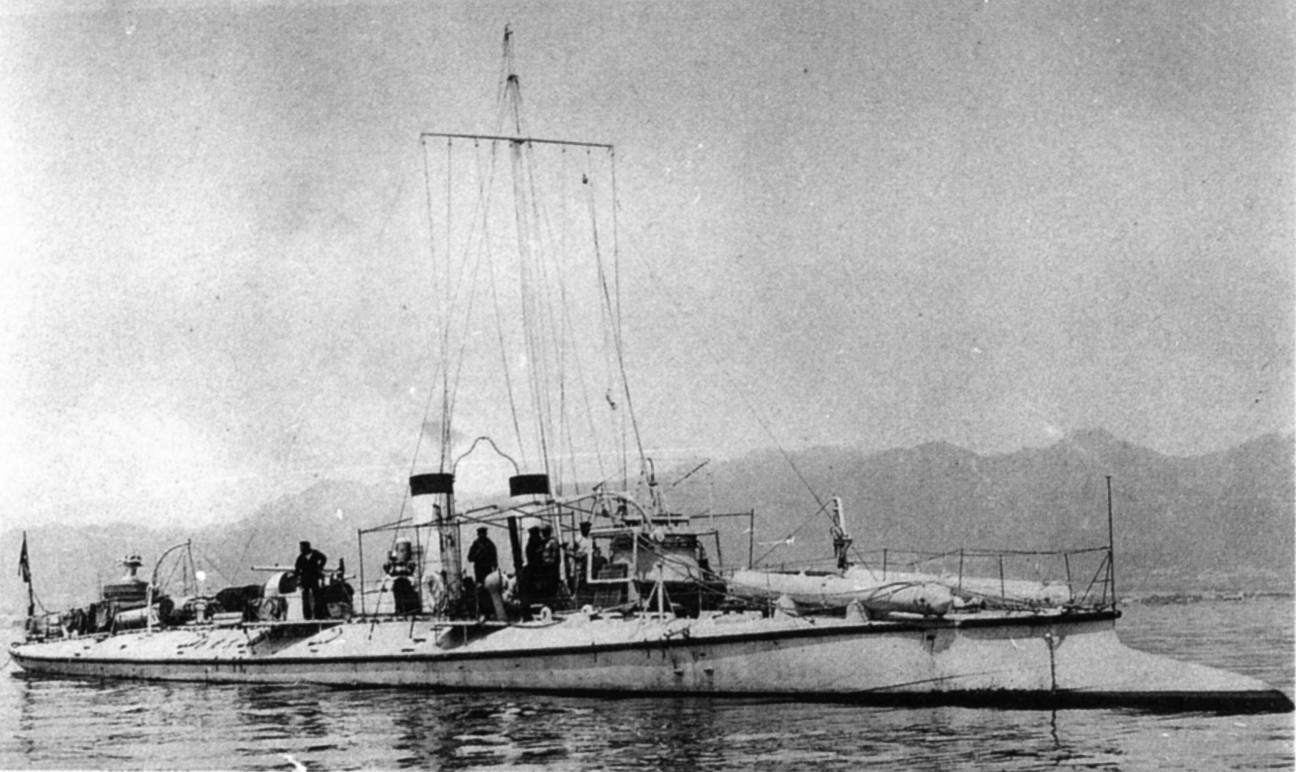
Chiếc Kotaka (1887) của Hải quân Đế quốc Nhật Bản

Chiến hạm Kotaka năm 1885 "là chiếc tiên phong báo trước cho các tàu khu trục diệt tàu phóng lôi xuất hiện một thập niên sau đó". Được thiết kế theo đặc tính của Nhật Bản và đặt hàng tại Xưởng đóng tàu Yarrow của Vương quốc Anh năm 1885, nó được tháo rời để được đưa đến Nhật Bản, nơi nó được lắp ráp và hạ thủy năm 1887. Nó được trang bị 4 pháo 37 mm (1 pounder) bắn nhanh và sáu ống phóng ngư lôi, đạt được tốc độ 35 km/h (19 knot); và với trọng lượng 203 tấn, nó là một tàu phóng lôi lớn nhất từng được thiết kế. Trong những lần chạy thử năm 1889, Kotaka chứng tỏ rằng nó có thể đi xa hơn vai trò phòng thủ duyên hải, và có khả năng tháp tùng các hạm tàu lớn ngay cả khi biển động. Xưởng đóng tàu Yarrow, nơi đóng từng bộ phận cho Kotaka, cho rằng "Nhật Bản đã phát minh ra tàu khu trục một cách hiệu quả".

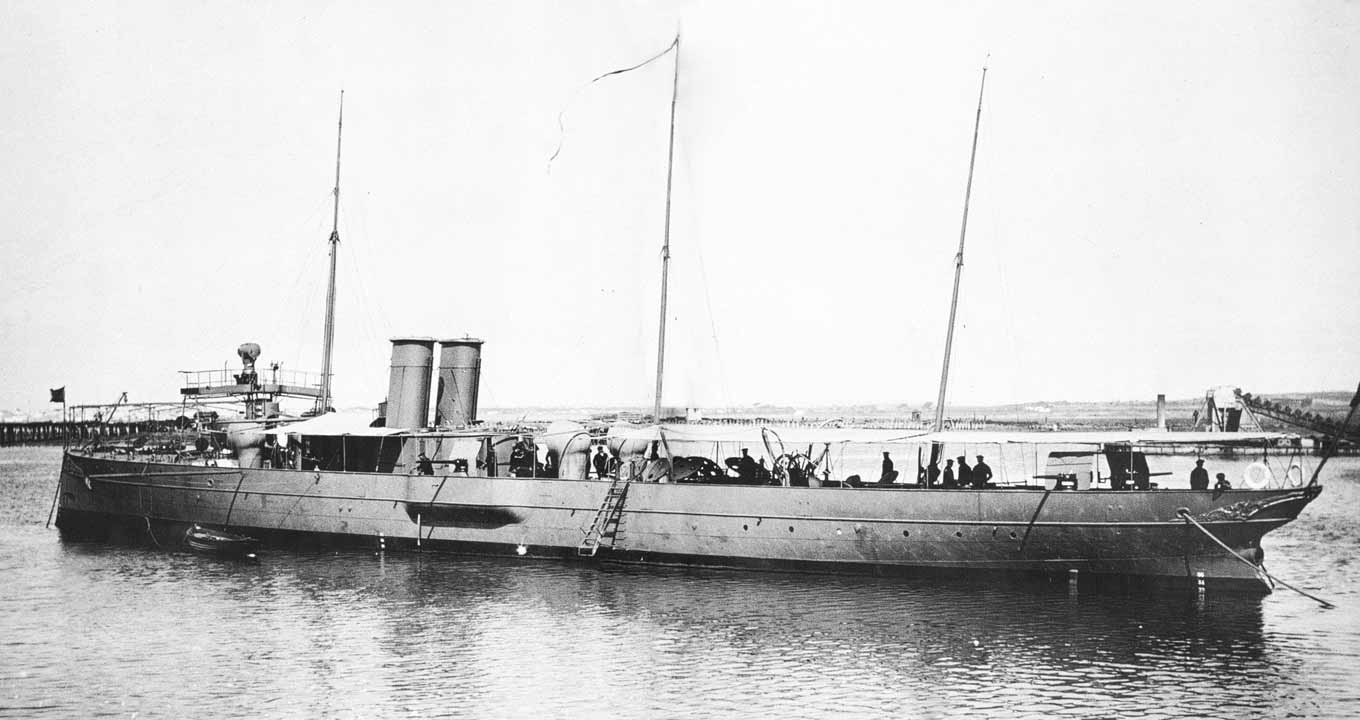
Chiếc Destructor (1886) của Hải quân Tây Ban Nha

Ngay sau khi Kotaka được đặt đóng, Fernando Villaamil, sĩ quan thứ hai của Bộ Hải quân Tây Ban Nha nơi ông đảm trách việc phát triển khái niệm về một loại tàu thiết kế mới để chống các tàu phóng lôi, đặt đóng một tàu phóng lôi lớn vào tháng 11 năm 1885 tại Xưởng James & George Thompson ở Clydebank, cách không xa nơi mà Xưởng đóng tàu Yarrow sẽ được chuyển từ London tới hai mươi năm sau đó. Chiếc tàu được đặt tên Destructor, được đặt lườn vào cuối năm đó, hạ thủy vào năm 1886, và được đưa vào phục vụ năm 1887. Trọng lượng rẽ nước của nó là 380 tấn, và nó được trang bị với một pháo Hontoria 90 mm, bốn pháo Nordenfelt 57 mm, hai pháo Hotchkiss 37 mm và 3 ống phóng ngư lôi Schwarzkopf. Thủy thủ đoàn đầy đủ là 60 người. Ở góc độ vũ khí trang bị, tốc độ (22,5 knot khi chạy thử) và kích cỡ, một thiết kế đặc biệt để săn đuổi các tàu phóng lôi và khả năng hoạt động ngoài biển khơi, Destructor được xem rộng rãi là tàu khu trục đầu tiên từng được đóng.
Destructor của Tây Ban Nha được cho là đã có ảnh hưởng đến thiết kế và khái niệm của các tàu khu trục được Hải quân Vương quốc Anh phát triển sau này.
Sau đó không lâu, Vương quốc Anh bắt đầu những thử nghiệm với các "tàu diệt tàu phóng lôi" Rattlesnake, một lớp gồm có 17 tàu phóng lôi lớn - những tiền thân đầu tiên của các tàu khu trục được đóng trọn một lớp, hơn là những chiếc riêng lẻ. Khi chạy thử máy, Rattlesnake đã chứng tỏ tốc độ nhanh hơn các tàu phóng lôi, nhưng không đủ nhanh để trở nên có tính quyết định.
Tàu đầu tiên mang tên chính thức như "tàu diệt tàu phóng lôi" (TBD: Torpedo boat destroyer) là lớp Daring và lớp Havock, mỗi lớp gồm hai chiếc của Hải quân Hoàng gia, được phát triển năm 1892 dưới quyền của Thứ trưởng Hải quân mới được bổ nhiệm, Chuẩn Đô đốc "Jackie" Fisher. Daring và Decoy được đặt hàng vào ngày 27 tháng 6 năm 1892 từ hãng đóng tàu John I. Thornycroft & Company tại Chiswick, trong khi Havock và Hornet được đặt hàng năm ngày sau đó cho hãng Yarrow tại Poplar. Tất cả đều được hạ thủy trong những năm 1893-1894. Mỗi chiếc được trang bị một pháo 12 pounder (76 mm), ba pháo 6 pounder (57 mm), và ba ống phóng ngư lôi 460 mm. Nó cũng có tầm hoạt động và tốc độ để hoạt động hiệu quả cùng một hạm đội chiến đấu.
Hải quân Pháp, lực lượng sử dụng nhiều tàu phóng lôi, đã đóng tàu khu trục đầu tiên của họ vào năm 1899 với lớp 'torpilleur d'escadre' Durandal.
Hoa Kỳ đưa vào hoạt động tàu khu trục đầu tiên của họ là USS Bainbridge, "Tàu khu trục số 1", vào năm 1902, và đến năm 1906 họ đã có tổng cộng 16 tàu khu trục đang phục vụ.

## Trước Chiến tranh Thế giới thứ nhất
Thiết kế tàu khu trục được tiến triển vào khoảng lúc chuyển sang thế kỷ 20 bởi nhiều cách chủ yếu. Đầu tiên là việc phát minh ra turbine hơi nước. Việc trình diễn không chính thức của chiếc Turbinia chạy bằng turbine một cách ngoạn mục tại cuộc Duyệt binh Hải quân Spithead năm 1897, mà đáng kể là nó có kích cỡ như một tàu phóng ngư lôi, đã thúc đẩy Hải quân Hoàng gia đặt hàng một tàu khu trục kiểu mẫu trang bị turbine, chiếc HMS Viper vào năm 1899. Đây là chiếc tàu chiến đầu tiên trên thế giới thuộc mọi kiểu được trang bị động cơ turbine, và đạt được một tốc độ ấn tượng 66,7 km/h (36 knot) khi chạy thử máy ngoài biển. Đến năm 1910, động cơ turbine đã được hải quân mọi nước chấp nhận rộng rãi cho những tàu chiến nhanh của họ.
Sự phát triển thứ hai là việc thay thế mái vòm kiểu mai rùa phía trước mũi bằng một cấu trúc thượng tầng kiểu lâu đài phía trước, cho phép đi biển tốt hơn và cung cấp nhiều khoảng trống ở sàn bên dưới.

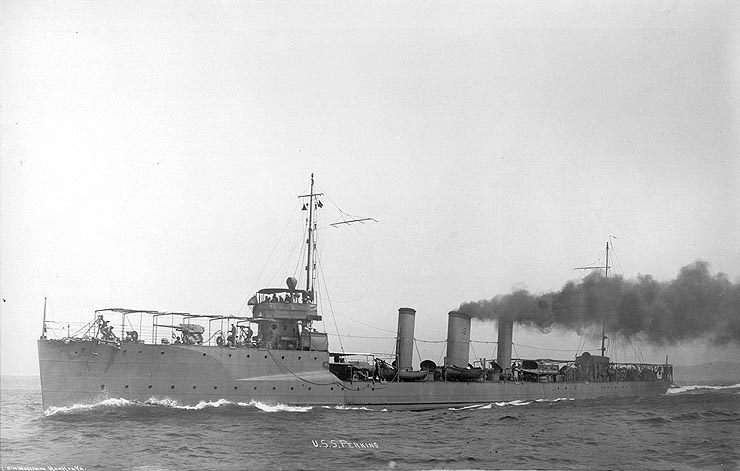
USS Perkins, tàu khu trục lớp Paulding của Hải quân Mỹ vào năm 1909.

Người Anh thử nghiệm động cơ đốt dầu cùng với lớp tàu khu trục Tribal vào năm 1905, nhưng tạm thời quay trở lại nguồn nhiên liệu là than cho lớp Beagle tiếp theo vào năm 1909. Hải quân các nước khác cũng áp dụng dầu, như là Hải quân Mỹ với lớp Paulding vào năm 1909.
Cho dù với những khác biệt trên, mọi tàu khu trục đều áp dụng một sự phân bố hầu như tương tự. Lườn tàu dài và hẹp, với mớn nước tương đối nông. Mũi tàu được nâng cao như cấu trúc thượng tầng pháo đài phía trước hoặc được che phủ dưới một vòm kiểu mai rùa; bên dưới đó là chỗ dành cho thủy thủ đoàn, kéo dài 1/4 đến 1/3 chiều dài dọc lườn tàu. Phía sau đó là chỗ khoang động cơ tối đa mà kỹ thuật vào thời đó có thể cung cấp: nhiều nồi hơi và động cơ hay turbine. Trên sàn tàu, một hay nhiều khẩu pháo bắn nhanh được bố trí trước mũi, phía trước cầu tàu; và thêm nhiều khẩu được gắn giữa tàu hoặc sau đuôi. Hai bệ phóng ngư lôi (sau này là những ống phóng nhiều nòng) thường được bố trí giữa tàu.
Trong giai đoạn từ năm 1890 đến năm 1914, tàu khu trục trở nên lớn hơn đáng kể: thoạt tiên 300 tấn là một kích thước tốt, nhưng cho đến khi mở màn Chiến tranh Thế giới thứ nhất, 1.000 tấn không phải là hiếm gặp. Tuy nhiên, việc chế tạo vẫn tập trung vào việc chất một hệ thống động cơ lớn nhất có thể lên một lườn tàu nhỏ, đưa đến một cấu trúc mong manh. Lườn tàu thường được chế tạo bằng thép chỉ dày có 3 mm (1/8 inch). Điều này giải thích cho việc các khu trục hạm cần tốc độ cực nhanh và rất dễ bị đánh đắm khi trúng đạn pháo của đối thủ, hay đôi khi chỉ cần duy nhất 1 quả ngư lôi địch.
Đến năm 1910, tàu phóng lôi gắn động cơ hơi nước không còn cần thiết như là một lớp tàu riêng biệt. Dù sao Đức vẫn tiếp tục đóng tàu phóng lôi cho đến khi kết thúc Thế Chiến I, mặc dù chúng hoạt động hiệu quả như là tàu khu trục duyên hải nhỏ. Trong thực tế, người Đức không phân biệt hai kiểu tàu này, đánh số hiệu lườn cho chúng theo cùng một loạt, và không bao giờ đặt tên cho tàu khu trục. Cuối cùng, thuật ngữ tàu phóng lôi (torpedo boat) gắn liền với một kiểu tàu hoàn toàn khác hẳn: xuồng máy lướt mặt nước (MTB: Motor Torpedo Boat) chạy bằng mô-tơ rất nhanh.

### Cuộc sống trên tàu khu trục
Các tàu khu trục đầu tiên là những nơi cực kỳ chật hẹp để ở. Trên lớp Havock thủy thủ đoàn không thể nghỉ ngơi mà không bị quấy rầy, trong khi sĩ quan ngủ trên ghế nệm chung quanh phòng ăn chứ không có giường. Bụi nước và ẩm ướt làm cho cuộc sống thêm khốn khổ. Lớp tàu khu trục Anh đầu tiên có được phòng riêng cho sĩ quan hay lò sưởi cho thuyền trưởng là lớp River vào năm 1902.

### Chiến thuật – Các trận chiến
Mục đích ban đầu của tàu khu trục là bảo vệ chống lại tàu phóng ngư lôi, nhưng hải quân các nước nhanh chóng đánh giá cao sự linh hoạt của kiểu tàu chiến nhanh và đa dụng. Phó Đô đốc Sir Baldwin Walker đã thảo ra những nhiệm vụ dành cho tàu khu trục của Hải quân Hoàng gia:
- Bảo vệ sự di chuyển của hạm đội khi có nguy cơ xuất hiện tàu ngư lôi đối phương
- Truy tìm dọc theo bờ biển đối phương mà hạm đội phải vượt qua
- Canh chừng cảng đối phương nhằm mục đích quấy rối tàu ngư lôi địch và ngăn cản chúng quay về
- Tấn công hạm đội đối phương

Trận chiến lớn đầu tiên mà tàu khu trục tham gia là cuộc tấn công của Nhật Bản nhắm vào cảng Lữ Thuận vào lúc mở màn cuộc Chiến tranh Nga-Nhật vào năm 1904. Ba đội tàu khu trục đã tấn công hạm đội Nga trong cảng, bắn tổng cộng 18 quả ngư lôi, và làm hư hại nặng hai thiết giáp hạm Nga.

## Chiến tranh Thế giới thứ nhất

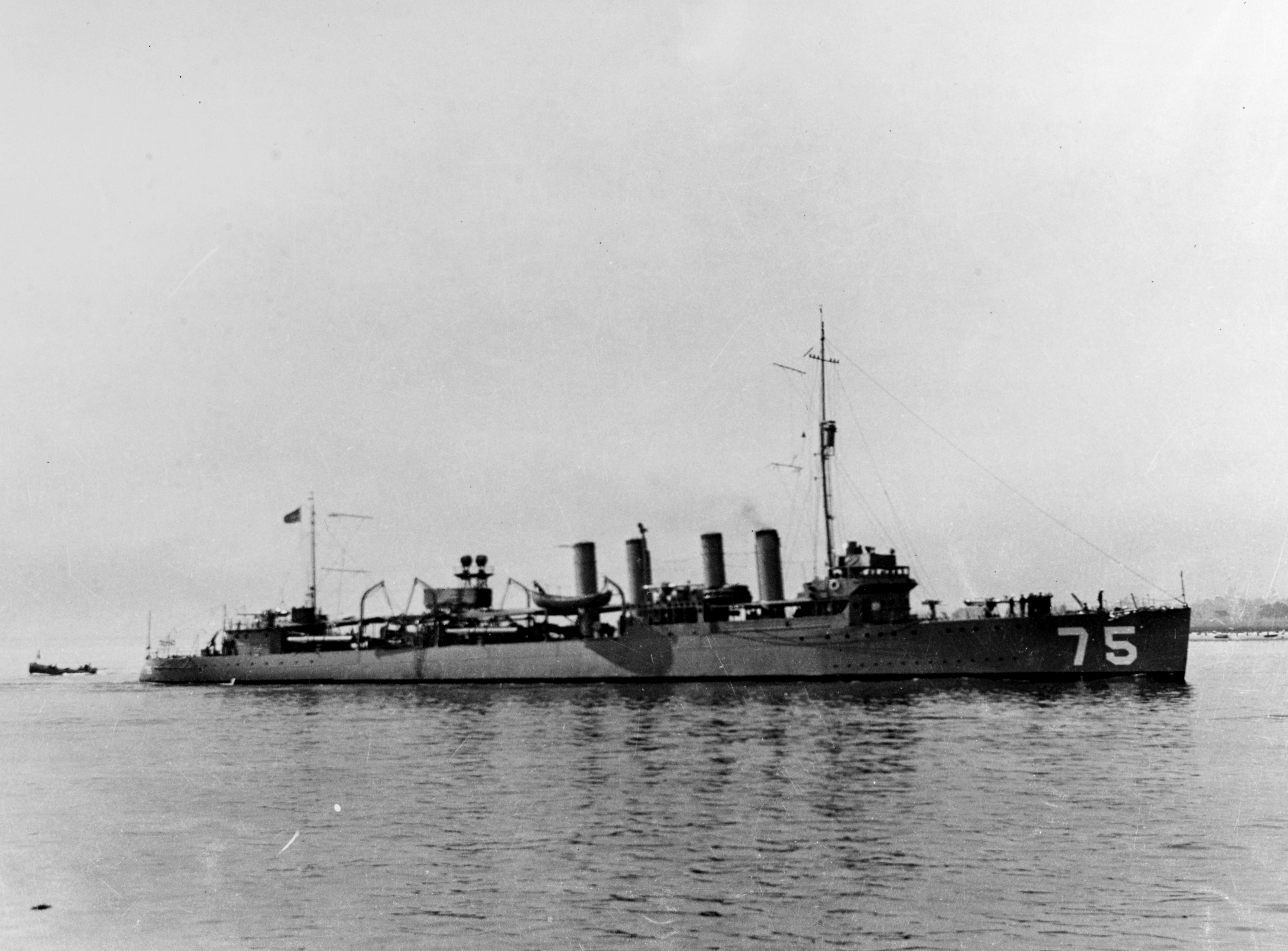
Tàu khu trục Mỹ USS Wickes (DD-75) thuộc lớp Wickes

Trong khi việc đối đầu giữa các tàu chiến chủ lực trong Chiến tranh Thế giới thứ nhất là hiếm hoi, các đơn vị tàu khu trục hầu như đụng độ liên tục với nhau trong các hoạt động tuần tra và đánh phá. Phát đạn hải pháo đầu tiên nổ vào ngày 5 tháng 8 năm 1914 bởi một tàu khu trục của Phân hạm đội 2, chiếc HMS Lance, khi đụng độ với tàu rải mìn Đức Königin Luise. Tổn thất đầu tiên của Hải quân Anh là tàu tuần dương hạng nhẹ HMS Amphion, dẫn đầu Phân hạm đội 3, đã đi vào một bãi mìn được Königin Luise rải.
Tàu khu trục đã tham gia những trận đánh lẻ tẻ vốn dẫn đến trận Heligoland Bight, và đã đảm nhiệm những vai trò khác nhau trong trận Gallipoli, hoạt động như là tàu vận chuyển binh lính và hỗ trợ hỏa lực, cũng như hộ tống bảo vệ cho hạm đội. Có trên 80 tàu khu trục Anh và 60 tàu phóng lôi Đức đã tham gia trận Jutland, bao gồm những cuộc đụng độ của các tàu nhỏ xen giữa hạm đội chính, và nhiều cuộc tấn công liều lĩnh bằng tàu khu trục không được hỗ trợ nhắm vào các tàu chiến chủ lực. Trận hải chiến lớn nhất của Thế Chiến I kết thúc bởi trận chiến đêm lộn xộn giữa Hạm đội Biển khơi Đức và một phần của lực lượng tàu khu trục hộ tống Anh.
Mối đe dọa phát sinh trong Thế Chiến I cùng với việc phát triển của tàu ngầm, hoặc U-boat. Tàu ngầm có khả năng lẩn tránh hỏa lực pháo và tiếp cận dưới nước để tấn công bằng ngư lôi. Những tàu khu trục thời kỳ đầu chiến tranh có đủ tốc độ và hỏa lực để ngăn chặn tàu ngầm trước khi chúng lặn xuống, có thể bằng pháo hay bằng cách húc chìm. Tàu khu trục cũng có tầm nước nông đến mức ngư lôi khó có thể đánh trúng chúng.
Việc mong muốn tấn công tàu ngầm dưới nước đã dẫn đến sự cải biến đáng kể tàu khu trục trong chiến tranh, khi chúng nhanh chóng được trang bị mũi tàu cứng để húc, mìn sâu và máy dò âm dưới nước để xác định mục tiêu tàu ngầm. Chiến công đầu tiên là tàu ngầm Đức U-19 đã bị tàu khu trục HMS Badger húc trúng vào ngày 29 tháng 10 năm 1914. Trong khi U-19 chỉ bị hư hại, trong tháng tiếp theo HMS Garry đã húc chìm U-18. Vụ đánh chìm bằng mìn sâu đầu tiên là vào ngày 4 tháng 12 năm 1916, khi UC-19 bị HMS Llewellyn đánh chìm.
Mối đe dọa của tàu ngầm đã khiến nhiều tàu khu trục trải qua hầu hết thời gian của chúng tuần tra chống tàu ngầm; và khi Đức tiến hành chiến tranh tàu ngầm không hạn chế vào tháng 1 năm 1917, tàu khu trục được sử dụng để hộ tống các đoàn tàu vận tải. Tàu khu trục Hải quân Mỹ là những đơn vị đầu tiên được gửi đi khi Mỹ tham chiến, và một hải đội tàu khu trục Nhật Bản thậm chí còn tham gia các cuộc tuần tra của Đồng Minh tại Địa Trung Hải. Nhiệm vụ tuần tra không phải là an toàn; trong tổng số 67 tàu khu trục Anh bị mất trong cuộc chiến, việc va chạm đã làm mất 18 chiếc, trong khi có 12 chiếc bị mất do mắc cạn.
Đến cuối chiến tranh, mức độ tinh xảo của kỹ thuật đóng tàu khu trục được thể hiện bởi các lớp tàu khu trục V và W của Anh Quốc.

## Giữa hai cuộc thế chiến

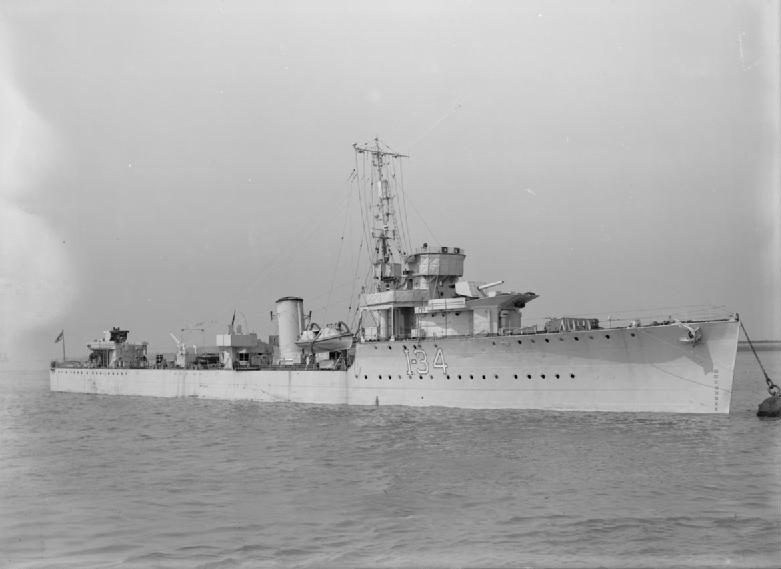
HMS Velox, tàu khu trục lớp V của Anh Quốc

Xu hướng trong Thế Chiến I là theo hướng tàu khu trục lớn hơn với vũ khí trang bị mạnh hơn. Một số cơ hội tiếp tục tấn công các tàu chiến chủ lực đã bị lỡ mất trong chiến tranh, vì các tàu khu trục đã dùng hết số ngư lôi mang theo trong loạt bắn ban đầu. Các lớp tàu khu trục V và W vào cuối chiến tranh đã cố theo đuổi giải quyết vấn đề bằng cách trang bị sáu ống phóng ngư lôi trên hai bệ ba nòng, thay vì chỉ có hai hoặc bốn ống trên những kiểu trước đây. Các lớp V và W đã xác lập nên tiêu chuẩn cho các tàu khu trục được chế tạo trong thập niên 1920.

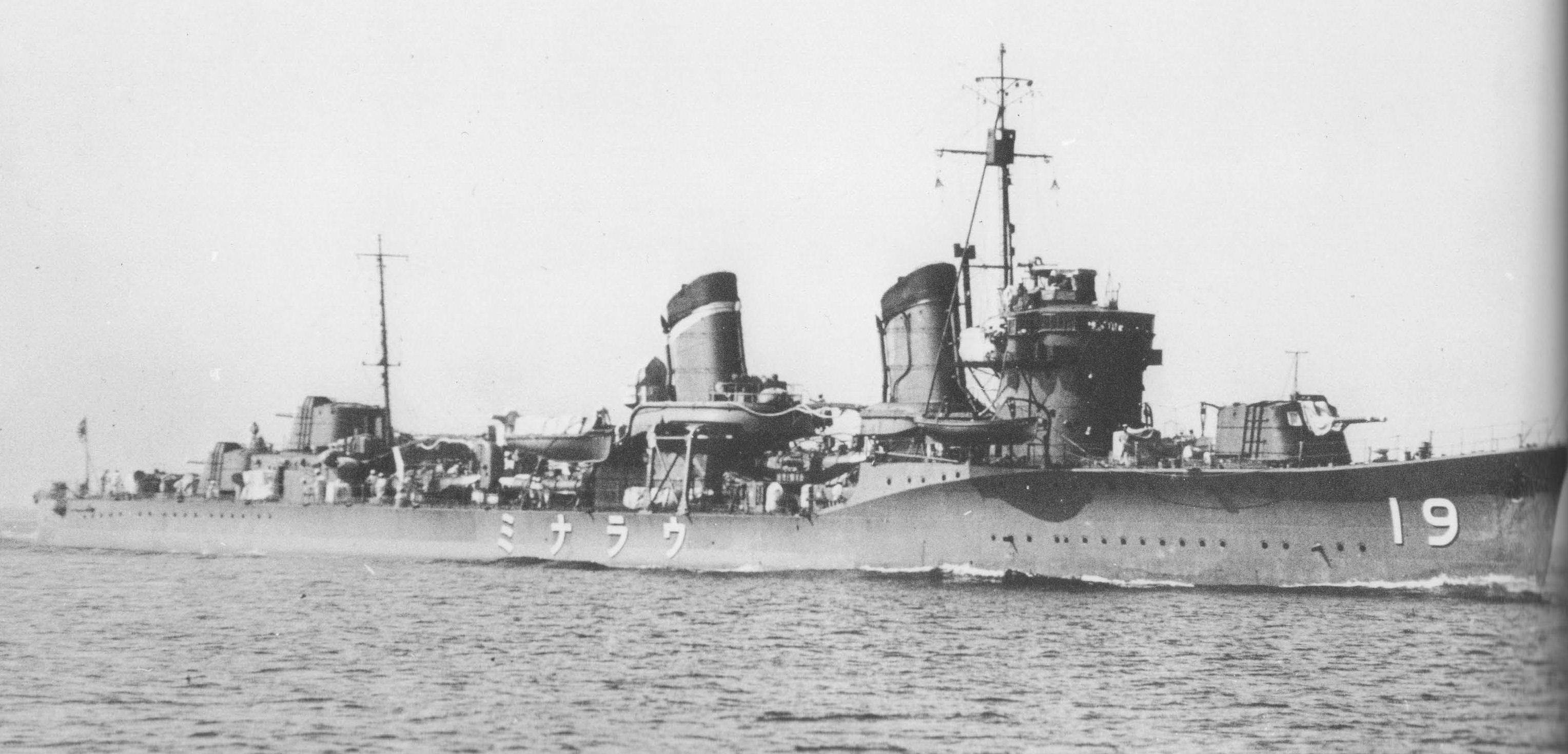
Tàu khu trục Nhật Uranami thuộc lớp Fubuki

Cải tiến lớn tiếp theo là với lớp Fubuki hoặc "kiểu đặc biệt" của Hải quân Nhật, được thiết kế vào năm 1923 và giao hàng vào năm 1928. Đặc tính vượt trội và dàn hỏa lực mạnh mẽ với sáu khẩu pháo 127 mm (5 inch) và ba bệ phóng ngư lôi ba nòng. Loạt chế tạo thứ hai của lớp còn trang bị những tháp pháo góc cao dành cho hoạt động phòng không, và nâng cấp lên kiểu ngư lôi "Long Lance" Kiểu 93 610 mm (24 inch) vận hành bằng oxy. Lớp Hatsuharu tiếp theo vào năm 1931 còn tiếp tục cải tiến vũ khí ngư lôi bằng cách sử dụng ống phóng nạp lại được và mang theo ngư lôi dự trữ trong cấu trúc thượng tầng ngay bên cạnh, có khả nâng nạp lại trong vòng 15 phút.
Hầu hết hải quân các nước khác đối phó bằng những tàu tương tự lớn hơn. Lớp Porter của Mỹ trang bị pháo 127 mm (5 inch) nòng đôi, và những lớp tiếp theo Mahan và Gridley (lớp sau vào năm 1934) gia tăng số lượng ống phóng ngư lôi mang theo tương ứng là 12 và 16 ống. 

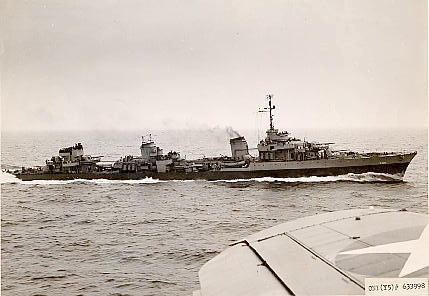
Le Fantasque của Pháp, lớp tàu khu trục nhanh nhất từng được chế tạo.

Tại khu vực Địa Trung Hải, việc Hải quân Ý chế tạo những tàu tuần dương hạng nhẹ tốc độ rất nhanh thuộc lớp Condottieri đã thúc đẩy Pháp chế tạo những thiết kế tàu khu trục đặc sắc. Người Pháp từ lâu đã mến chuộng tàu khu trục lớn, khi lớp Chacal của họ vào năm 1922 có trọng lượng rẽ nước hơn 2.000 tấn và trang bị pháo 130 mm; rồi được tiếp nối bởi ba lớp khác tương tự vào khoảng năm 1930. Lớp Le Fantasque năm 1935 trang bị năm pháo 138 mm (5,4 in) và chín ống phóng ngư lôi, nhưng có thể đạt được tốc độ 83 km/h (45 knot), trở thành một kỷ lục về tốc độ của một tàu hơi nước và của mọi tàu khu trục. Tàu khu trục của chính người Ý cũng có tốc độ nhanh tương tự, khi đa số các thiết kế của họ trong những năm 1930 có thể đạt 70 km/h (38 knot), trong khi vẫn mang ngư lôi và mang bốn hoặc sáu pháo 120 mm.
Đức bắt đầu chế tạo trở lại tàu khu trục trong những năm 1930 như một phần của chương trình tái vũ trang của Hitler. Người Đức cũng ưa thích tàu khu trục lớn; nhưng trong khi những tàu khu trục ban đầu Kiểu 1934 có trọng lượng rẽ nước trên 3.000 tấn, vũ khí trang bị cho chúng chỉ tương đương với tàu nhỏ hơn. Điều này được thay đổi từ Kiểu 1936 trở đi, vốn được trang bị pháo hạng nặng 150 mm. Tàu khu trục Đức cũng áp dụng hệ thống động lực hơi nước áp lực cao đầy sáng tạo; nhưng trong khi điều này giúp cải thiện hiệu quả, chúng cũng gây ra những trục trặc cơ khí trong vận hành.
Khi việc Đức và Nhật Bản tái vũ trang đã trở nên rõ ràng, hải quân Anh và Mỹ bắt đầu tập trung một cách có ý thức vào việc chế tạo tàu khu trục nhỏ hơn, nhưng với số lượng nhiều hơn đáng kể so với những nước khác. Anh Quốc đóng một loạt các tàu khu trục từ lớp A đến lớp I, có trọng lượng rẽ nước tiêu chuẩn vào khoảng 1.400 tấn, trang bị bốn pháo 119 mm (4,7 inch) và tám ống phóng ngư lôi. Lớp Benson của Hải quân Mỹ năm 1938 có kích cỡ tương tự, nhưng mang năm pháo 127 mm (5 inch) và mười ống phóng ngư lôi. Nhận thức được nhu cầu cần có vũ khí mạnh hơn, người Anh chế tạo lớp Tribal (đôi khi còn được gọi là lớp "Afridi" theo tên một trong hai chiếc dẫn đầu) vào năm 1936. Những chiếc này có trọng lượng 1.850 tấn và được trang bị tám pháo 119 mm (4,7 inch) trên bốn tháp pháo nòng đôi và bốn ống phóng ngư lôi. Chúng được tiếp nối bởi các lớp J và L trang bị sáu pháo 119 mm (4,7 inch) trên các tháp pháo nòng đôi và tám ống phóng ngư lôi.
Các cảm biến chống tàu ngầm được trang bị bao gồm sonar và thiết bị ASDIC tương tự. Vũ khí chống tàu ngầm chỉ thay đổi chút ít, và các loại đạn chống tàu ngầm bắn ra phía trước, một nhu cầu được nhận biết từ thời Thế Chiến I, vẫn không có tiến triển.

### Hoạt động trong giai đoạn giữa hai cuộc thế chiến
Trong những năm 1920 và 1930, tàu khu trục thường được bố trí đến các khu vực có quan hệ ngoại giao căng thẳng hay cứu giúp nhân đạo trong các thảm họa. Tàu khu trục Anh và Mỹ thường có mặt tại vùng duyên hải Trung Quốc giúp đổ bộ các lực lượng để bảo vệ quyền lợi tại thuộc địa.

## Chiến tranh Thế giới thứ hai

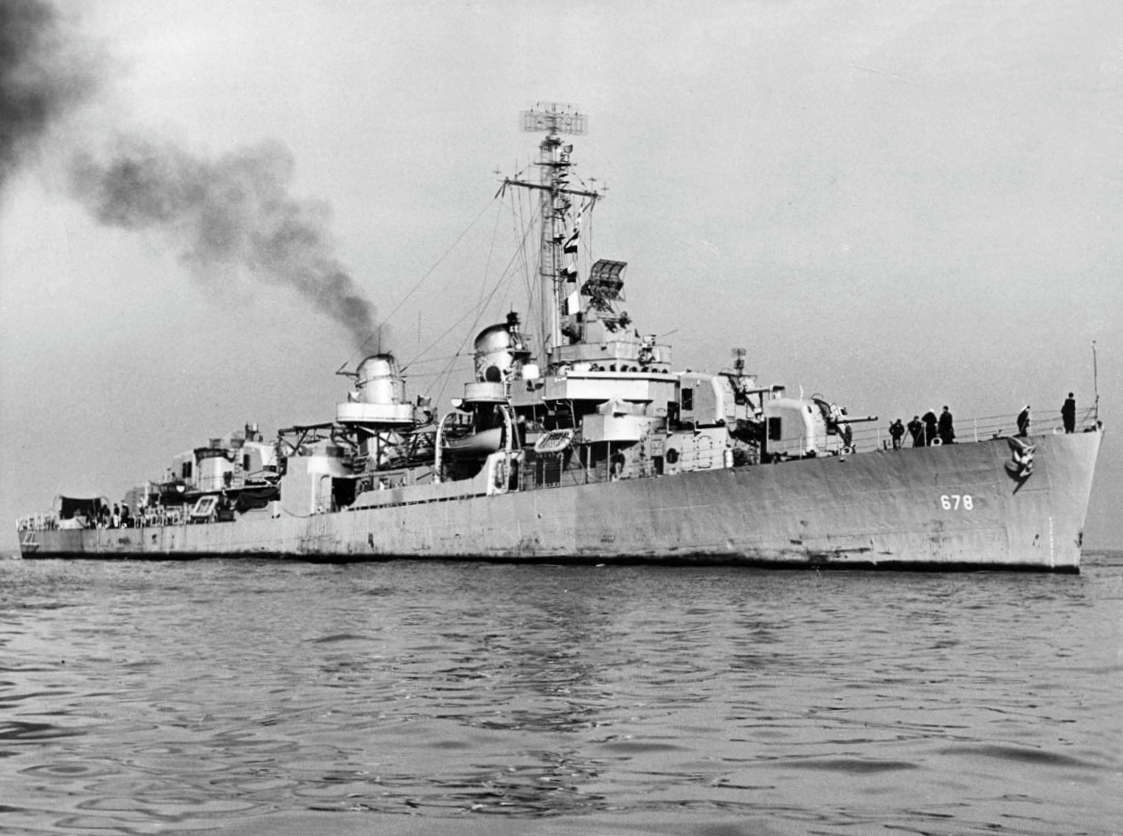
Tàu khu trục Mỹ USS McGowan thuộc lớp Fletcher trong Thế Chiến II

Đến giai đoạn Chiến tranh Thế giới thứ hai, các mối đe dọa lại tiếp tục tiến triển. Tàu ngầm có hiệu quả hơn, và máy bay trở thành một vũ khí quan trọng trong chiến tranh hải quân; và một lần nữa tàu khu trục của hạm đội chỉ được vũ trang yếu kém khi chiến đấu chống lại các mục tiêu mới này. Ngoài những vũ khí nhẹ, mìn sâu và ngư lôi sẵn có; chúng cần được bổ sung pháo phòng không mới, radar và vũ khí chống tàu ngầm bắn ra phía trước. Theo thời gian, tàu khu trục trở nên lớn hơn, đa nhiệm, trở nên những mục tiêu đắt tiền của chính nó. Kết quả là thiệt hại về tàu khu trục trong cuộc chiến là một trong những tổn thất nặng nề nhất. Điều này đã dẫn đến việc chế tạo những tàu chiến nhỏ hơn và rẻ tiền hơn, chuyên biệt cho nhiệm vụ chống tàu ngầm, được gọi là tàu corvette và tàu frigate trong Hải quân Hoàng gia Anh và tàu khu trục hộ tống (ký hiệu DDE) bởi Hải quân Hoa Kỳ. Một chương trình tương tự được Nhật Bản khởi động một cách chậm trễ qua lớp tàu khu trục Matsu. Những con tàu này có kích thước và trọng lượng rẽ nước ngang với những tàu diệt tàu phóng lôi nguyên thủy trước đây.

## Sau chiến tranh

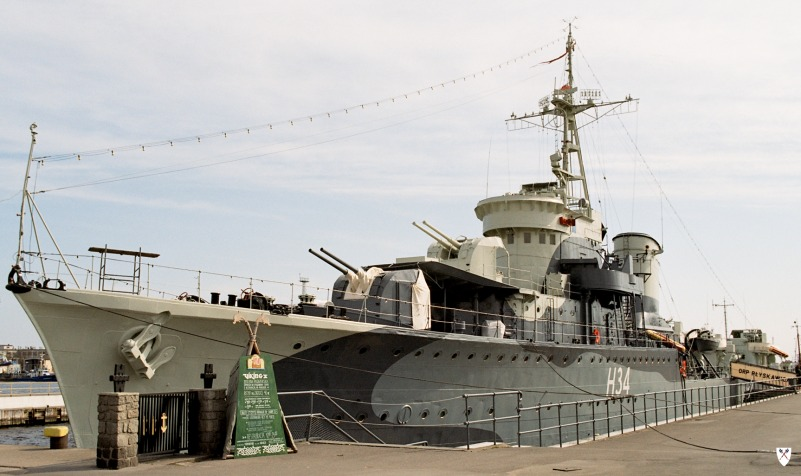
Tàu khu trục ORP Błyskawica của Hải quân Ba Lan, hiện được bảo tồn như một tàu bảo tàng tại Gdynia.

Một số tàu khu trục thông thường được hoàn tất vào cuối những năm thập niên 1940 và thập niên 1950 được chế tạo dựa trên kinh nghiệm của thời chiến tranh. Những chiếc này lớn hơn đáng kể so với những chiếc trong thời chiến, và được trang bị hệ thống máy móc và dàn pháo chính hoàn toàn tự động, radar, sonar, cùng vũ khí chống tàu ngầm như pháo cối Squid. Những ví dụ bao gồm các lớp tàu khu trục Daring của Anh, lớp Forrest Sherman của Mỹ, và lớp Kotlin của Liên Xô.
Một số tàu thời Đệ Nhị thế chiến được hiện đại hóa chuyên biệt cho chiến tranh chống tàu ngầm, và cũng để kéo dài quãng đời phục vụ nhằm tránh phải đóng mới những tàu chiến đắt tiền. Những ví dụ bao gồm chương trình FRAM I của Mỹ và Tàu frigate Kiểu 15 được cải biến từ những tàu khu trục hạm đội.
Việc phát minh tên lửa đất-đối-không và đất-đối-đất vào đầu những năm 1960, như là kiểu Exocet, đã làm thay đổi đáng kể tính chất của chiến tranh hải quân. Tàu khu trục tên lửa điều khiển (mang ký hiệu lườn DDG trong Hải quân Mỹ) được phát triển để mang những loại vũ khí này nhằm bảo vệ hạm đội khỏi những mối đe dọa trên không, dưới nước và trên mặt biển. Những ví dụ bao gồm lớp Kashin của Xô Viết, lớp County của Anh và lớp Charles F. Adams của Mỹ.

## Tàu khu trục hiện đại

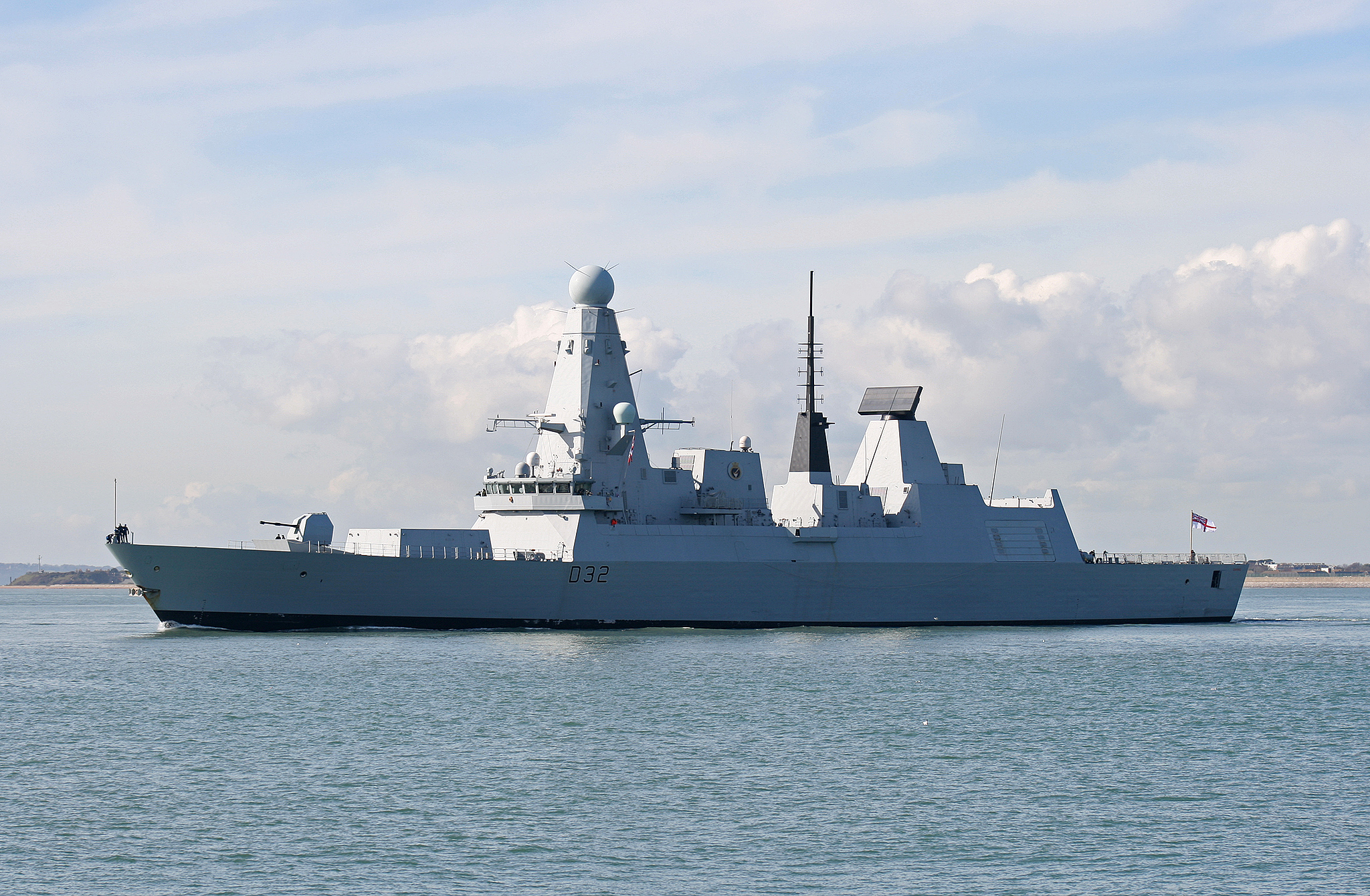
HMS Daring, tàu khu trục phòng không Kiểu 45 của Hải quân Hoàng gia Anh.

Trong Hải quân Hoa Kỳ, tàu khu trục hoạt động hỗ trợ cho các nhóm tác chiến tàu sân bay, các đội tác chiến tàu nổi, đội đổ bộ và đội tiếp liệu. Tàu khu trục hiện đang được Hải quân Hoa Kỳ sử dụng thuộc lớp Arleigh Burke. Tàu khu trục thông thường (ký hiệu lườn DD) chủ yếu thực hiện vai trò chống tàu ngầm trong khi tàu khu trục tên lửa điều khiển (DDG) là những hạm tàu nổi đa nhiệm (chống tàu ngầm, phòng không và chống tàu nổi đối phương).
Việc bổ sung gần đây các bệ phóng tên lửa hành trình đã mở rộng đáng kể vai trò tấn công trên bộ của tàu khu trục. Do việc các tàu chiến có trọng lượng lớn hơn nói chung đang được rút khỏi phục vụ trong hạm đội, trọng lượng của các tàu khu trục đang có xu hướng gia tăng. Một tàu khu trục hiện đại thuộc lớp Arleigh Burke có trọng lượng tương đương một tàu tuần dương hạng nhẹ thời Thế Chiến II.
Hải quân Hoàng gia Anh hiện tại đang sử dụng năm tàu khu trục Kiểu 42. Những chiếc này sẽ được thay thế bởi tàu khu trục Kiểu 45 mới hoặc lớp Daring, vốn sẽ có trọng lượng rẽ nước vào khoảng 7.200 tấn. Dự định lớp này sẽ bao gồm sáu chiếc, và hiện tại hai chiếc đã được đưa vào phục vụ. Chúng sẽ được trang bị những phiên bản Anh Quốc của tên lửa phòng không PAAMS và radar SAMPSON của hãng BAE Systems.

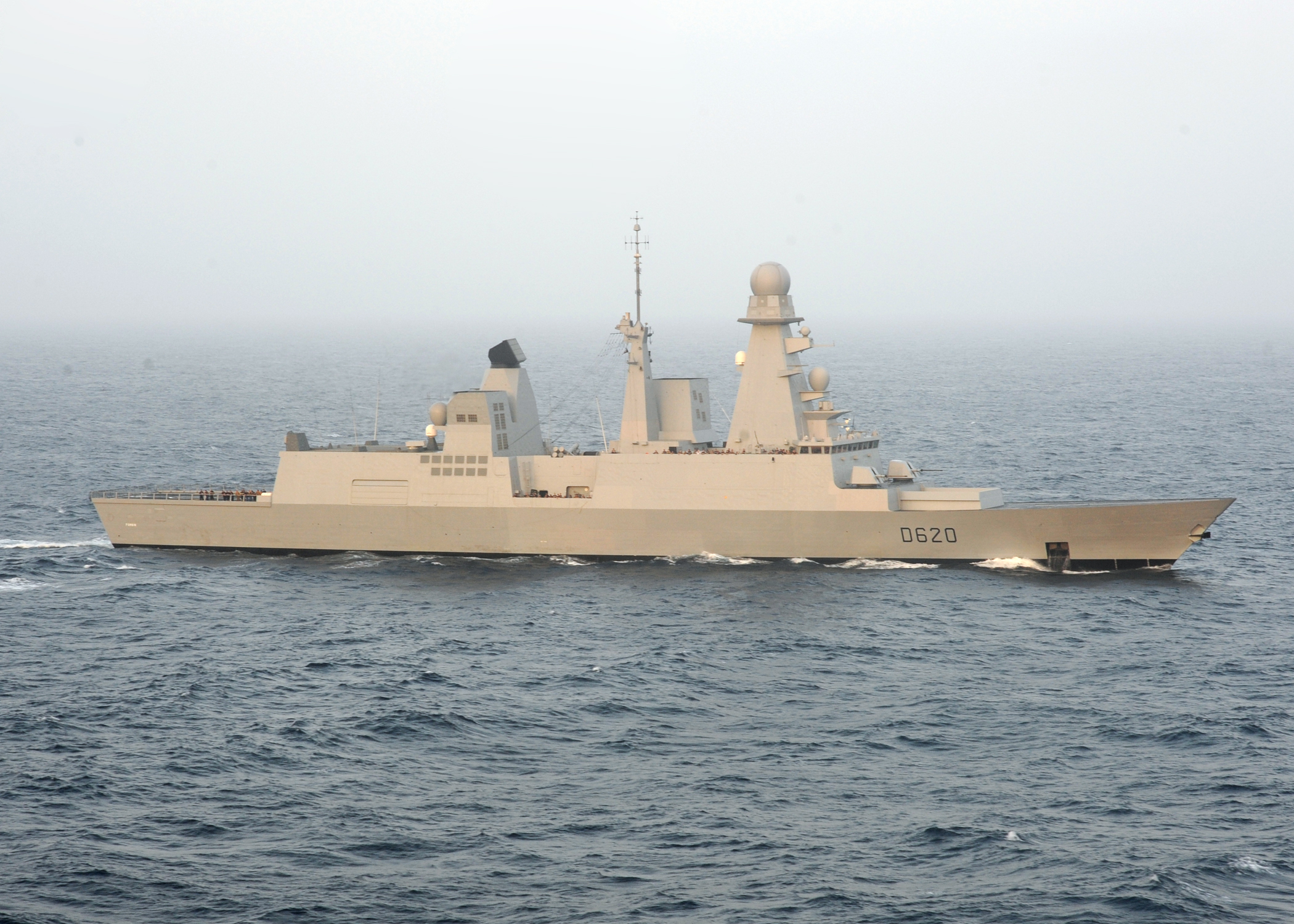
Forbin (D620), tàu khu trục phòng không thuộc lớp Horizon của Hải quân Pháp.

Hải quân Pháp và Hải quân Ý (Marina Militare) mỗi nước sử dụng hai tàu khu trục lớp Horizon. Những tàu chiến tàng hình này được trang bị tên lửa đối hạm Exocet và tên lửa đất-đối không Aster. Hải quân Ý hiện cũng đang sử dụng hai tàu khu trục Luigi Durand de la Penne.

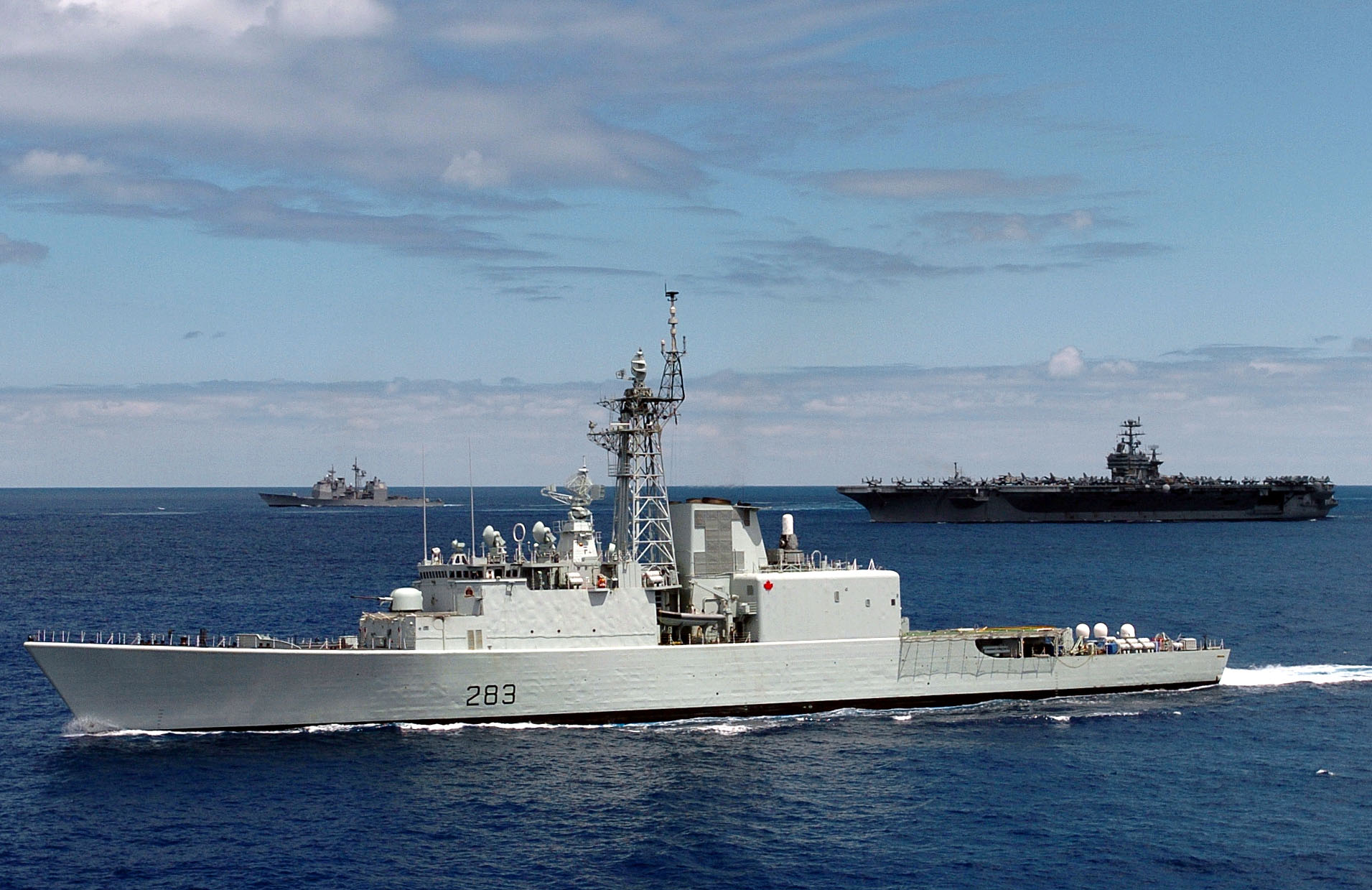
HMCS Algonquin, tàu khu trục phòng không Canada thuộc lớp Iroquois

Hải quân Canada hiện sử dụng những tàu khu trục thuộc lớp Iroquois gồm bốn chiếc, có khả năng chở theo máy bay trực thăng và trang bị tên lửa điều khiển phòng không. Nguyên thủy chúng được trang bị cho hoạt động chống tàu ngầm, nhưng toàn bộ lớp này trải qua một đợt tái trang bị lớn trong Chương trình Nâng cấp và Hiện đại hóa lớp Tribal (TRUMP) trong những năm 1990. Việc tái trang bị này làm thay đổi mục đích của chúng cho việc phòng không, và hiện tại chúng được phân loại như là tàu khu trục phòng không khu vực.

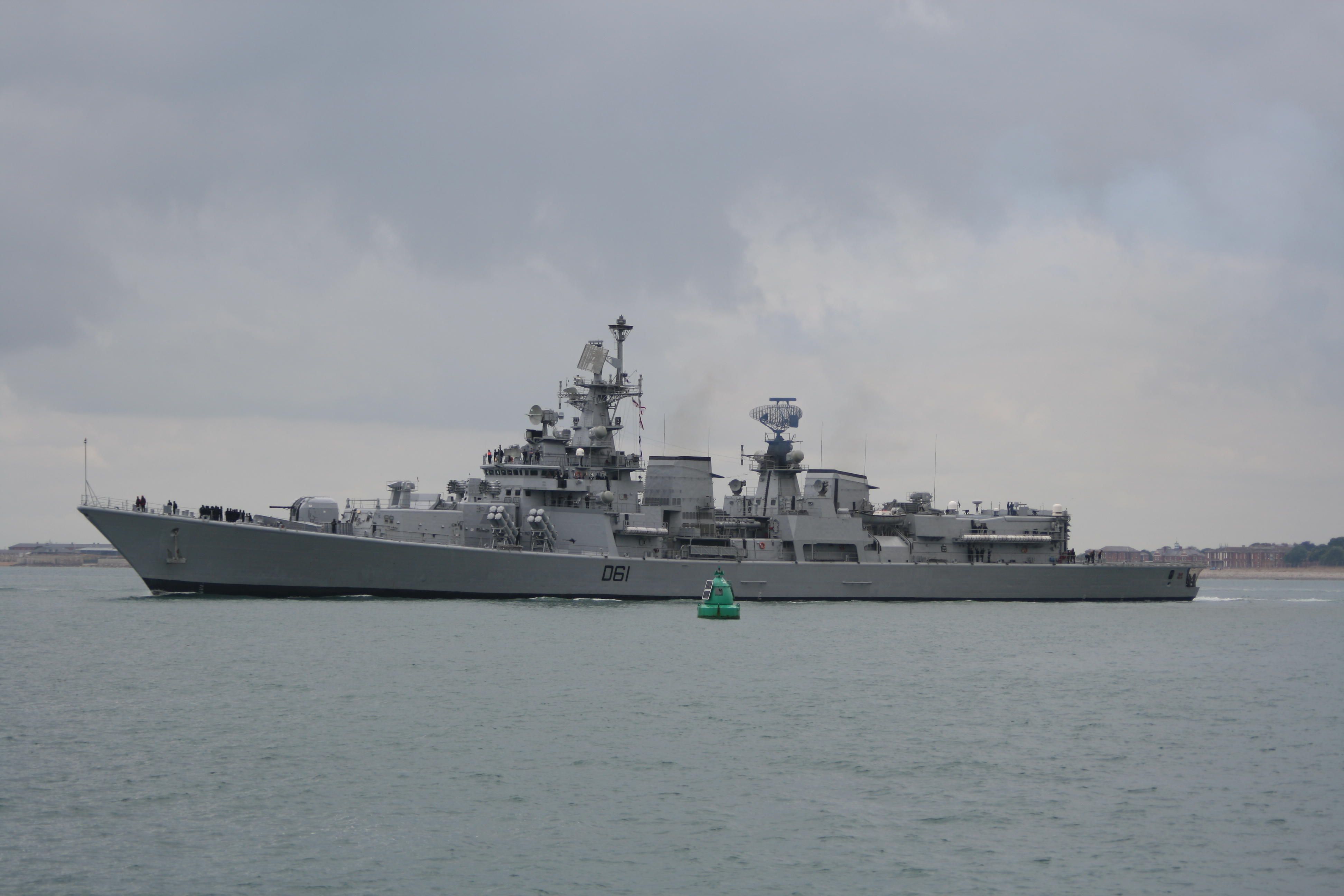
Tàu khu trục INS Delhi (D61) của Hải quân Ấn Độ.

Hải quân Ấn Độ sử dụng ba tàu khu trục thuộc lớp Delhi. Chúng được trang bị tên lửa chống hạm Kh-35 với tầm hoạt động lên đến 130 km, nhưng sẽ được thay thế bằng tên lửa hành trình Brahmos. Hệ thống tên lửa đối không SA-N-7 Gadfly (Shtil) được trang bị để đối phó với mối đe dọa từ trên không. Hệ thống tên lửa phòng thủ điểm Barak đã được trang bị trên chiếc Delhi và sẽ nhanh chóng được trang bị cho hai chiếc còn lại của lớp. Những tàu khu trục này cũng mang theo rocket RBU-6000 dành cho nhiệm vụ chống tàu ngầm, và được cung cấp năm ống phóng ngư lôi 533 mm có khả năng phóng các ngư lôi SET-65E, Kiểu 53-65. Chúng cũng có thể chở theo hai máy bay trực thăng Sea King. Lớp Delhi sẽ được bổ sung bởi lớp tàu khu trục Kolkata, chiếc đầu tiên được hạ thủy vào tháng 3 năm 2006.

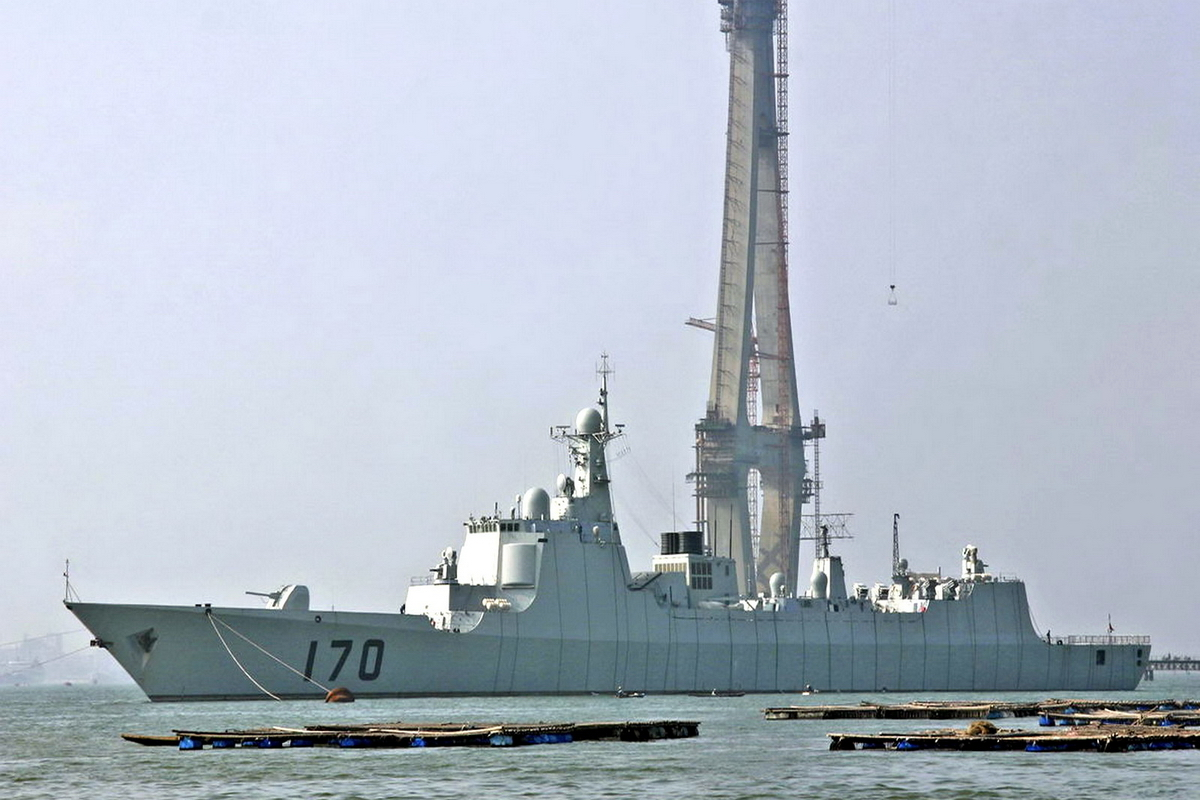
Tàu khu trục Kiểu 052C của Hải quân Quân giải phóng Trung Quốc

Hải quân Quân giải phóng Trung Quốc gần đây đã đưa vào hoạt động một số tàu khu trục mới hiện đại bổ sung cho bốn chiếc thuộc lớp Sovremenny. Ba lớp tàu mới đã được hạ thủy kể từ năm 2003, bao gồm tàu khu trục Kiểu 052B (Luyang), Kiểu 052C (Luyang II) và Kiểu 051C (Luzhou). Hai kiểu sau được trang bị các loại tên lửa phòng không tầm xa, kiểu HQ-9 nội địa và loại S-300 của Nga tương ứng. Người ta dự đoán rằng một khi Hải quân Trung Quốc hài lòng với một trong số hai thiết kế nói trên (052C hay 051C), nó sẽ được chọn để sản xuất hàng loạt như là thế hệ tiếp theo của tàu khu trục phòng không tiên tiến của Trung Quốc.

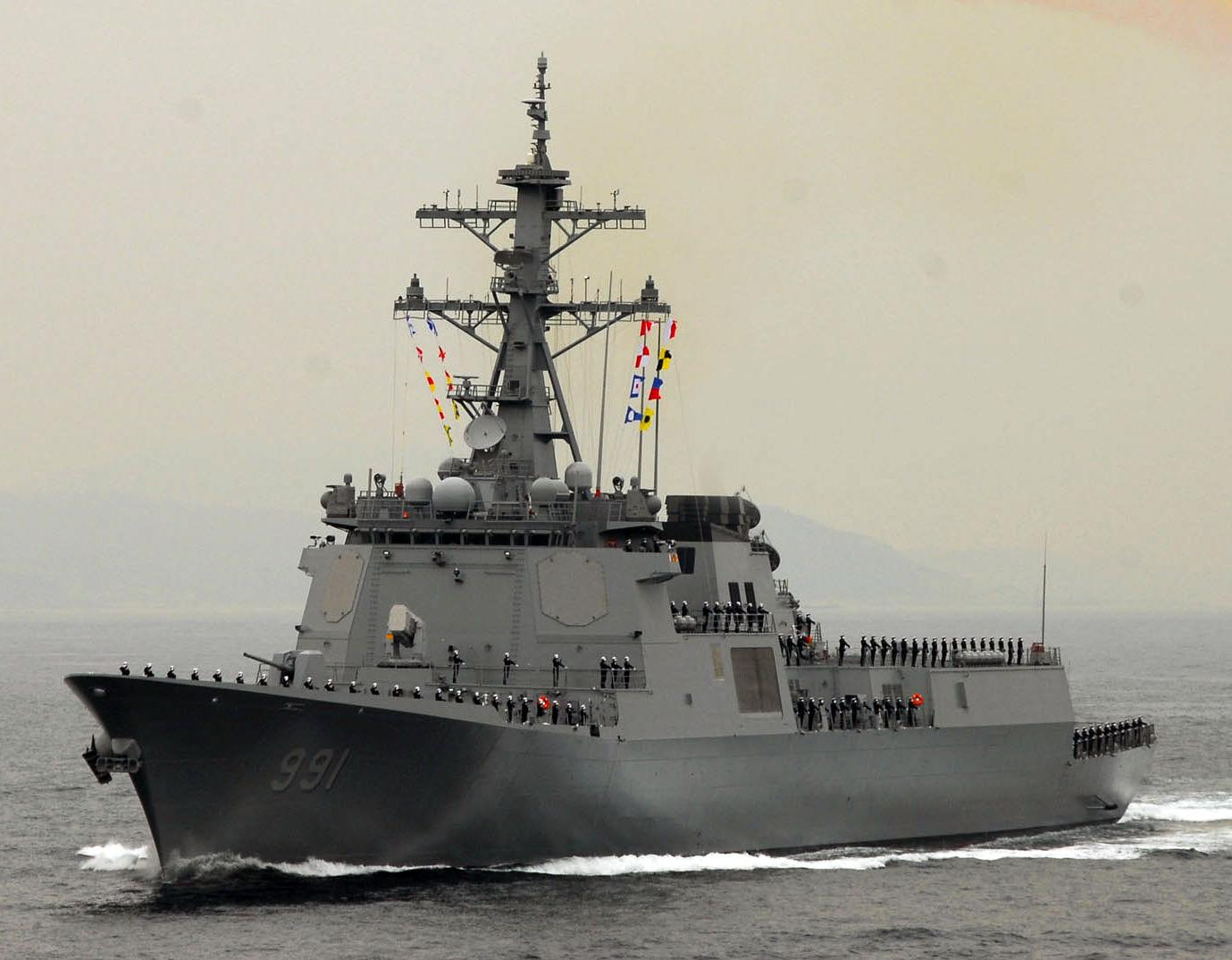
Tàu khu trục ROKS Sejong Đại đế (DDG 991) của Hải quân Cộng hoà Hàn Quốc

Hải quân Đại Hàn Dân quốc sử dụng nhiều lớp tàu khu trục bao gồm lớp Sejong Đại đế (KDX-III) và lớp Chungmugong Yi Sun-sin (KDX-II). KDX-III được trang bị hệ thống tác chiến Aegis, hệ thống vũ khí tiếp cận Goalkeeper CIWS, tên lửa hành trình Hyunmoo và tên lửa đối hạm Hae Sung.
Lực lượng phòng vệ biển Nhật Bản sử dụng các lớp tàu khu trục Atago và Kongō, cả hai đều được trang bị hệ thống tác chiến Aegis.
Hải quân Nga và Hải quân Quân giải phóng Nhân dân Trung Quốc của Cộng hòa Nhân dân Trung Hoa sử dụng tàu khu trục lớp Sovremenny, gồm những tàu khu trục tên lửa lớn đa nhiệm. Chúng vận hành bằng nồi hơi đốt dưới áp lực, có khả năng đạt đến tốc độ vượt quá 56 km/h (30 knot). Vũ khí trang bị cho chúng bao gồm tám tên lửa đối hạm SS-N-22 Sunburn, những bệ phóng dành cho tên lửa đối không SA-N-7 Gadfly và hai khẩu hải pháo tự động AK-130 nòng đôi 130 mm có thể bắn đạn pháo dẫn đường bằng laser. Trong khi chúng cũng mang theo ống phóng ngư lôi 533 mm và ống phóng rocket RBU-6000 để sử dụng chống tàu ngầm, nhiệm vụ chủ yếu của chúng là tấn công các hạm tàu nổi đối phương. Tên lửa đối không mà chúng mang theo có chế độ hoạt động mặt biển, và cả pháo 130 mm lẫn ngư lôi đều hữu ích để chống lại tàu nổi ở khoảng cách gần.

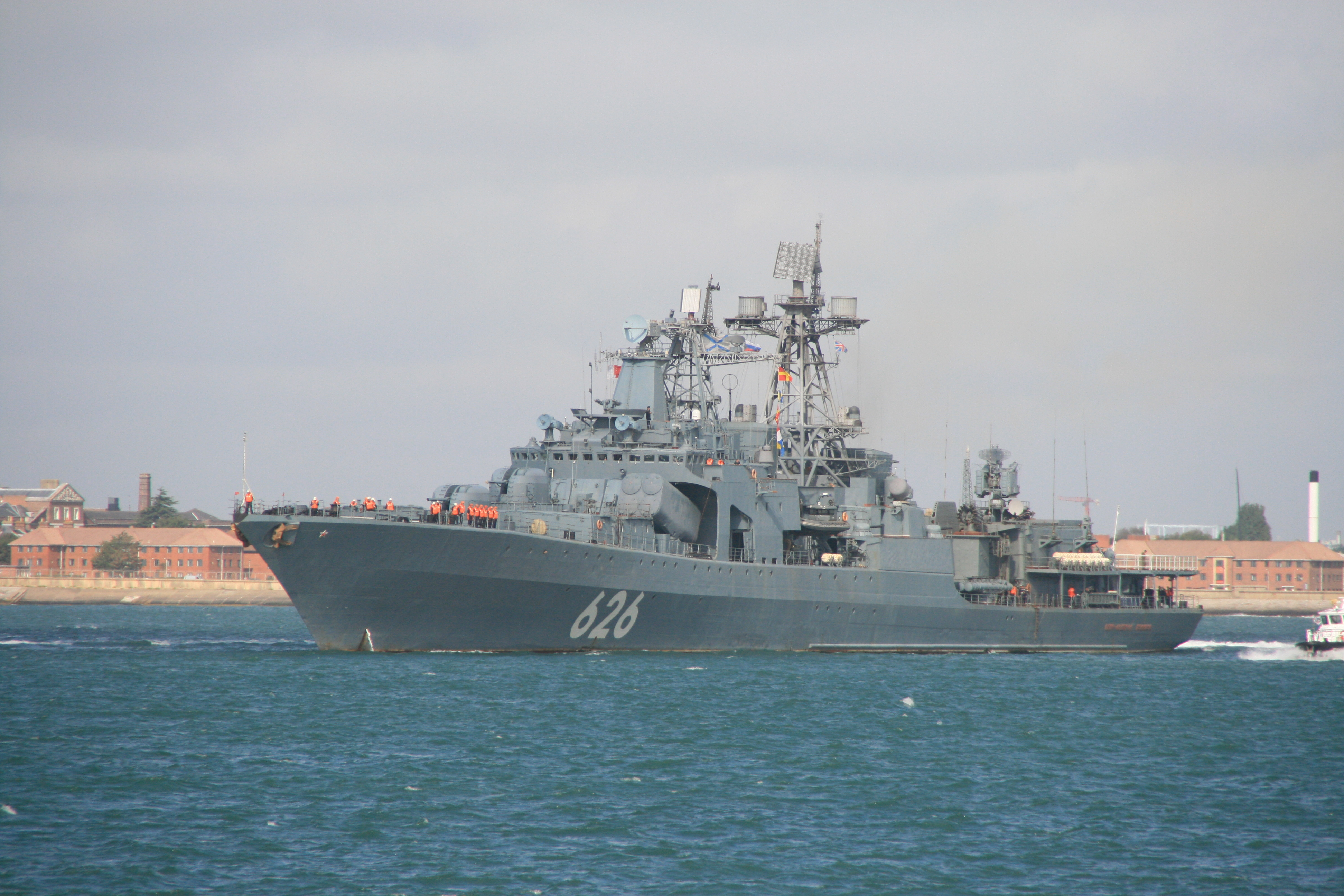
Tàu chiến lớp Udaloy của Nga

Tàu khu trục hiện đại nhất được Hải quân Nga sử dụng hiện nay là lớp Udaloy có từ đầu thập niên 1980. Chúng có trọng lượng rẽ nước khoảng 7.900 tấn khi đầy tải, có thể di chuyển ở tốc độ 65 km/h (35 knot), và có tầm hoạt động tối đa 19.450 km (10.500 hải lý) ở vận tốc đường trường 26 km/h (14 knot). Lớp Udaloy nguyên thủy (Udaloy I) được thiết kế cho vai trò chống tàu ngầm, vốn có thể nhận thấy qua hai ống phóng bốn nòng dành cho tên lửa Metel (SS-N-14), hai ống phóng bốn nòng 533 mm (21 inch) được dùng cho ngư lôi Kiểu 53 trên lớp Udaloy I hoặc tên lửa RPK-2 Viyuga (SS-N-15) trên lớp Udaloy II, và hai ống phóng RBU-6000 chống tàu ngầm. Lớp Udaloy II là kiểu tàu khu trục đa nhiệm duy nhất của Nga, tương đương với lớp Arleigh Burke của Mỹ. Vũ khí trang bị cho lớp Udaloy II đã được cải biến. Tên lửa Metel được thay thế bằng tám tên lửa đối hạm siêu thanh P-270 Moskit (SS-N-22 Sunburn); và cho mục đích phòng không, mỗi chiếc Udaloy trang bị bốn hệ thống vũ khí tiếp cận (CIWS) AK-630 bố trí song song với nhau ở giữa tàu. Chúng còn có hai hệ thống vũ khí tiếp cận Kashtan, mỗi hệ thống có khả năng đối đầu tự động với sáu mục tiêu bằng chính vũ khí của nó là hai khẩu súng gatling GSh-6-30 hoặc bốn tên lửa đất-đối-không 9M311 (SS-N-11). Cuối cùng, 64 tên lửa đất–đối-không phòng thủ điểm tầm trung 3K95 Kinzhal (SS-N-9) có thể khai hỏa từ hệ thống phóng thẳng đứng. Hiện nay, có tổng cộng tám tàu khu trục lớp Udaloy đang hoạt động, bảy trong số đó thuộc lớp Udaloy I và một chiếc lớp Udaloy II.

## Tàu khu trục trong tương lai

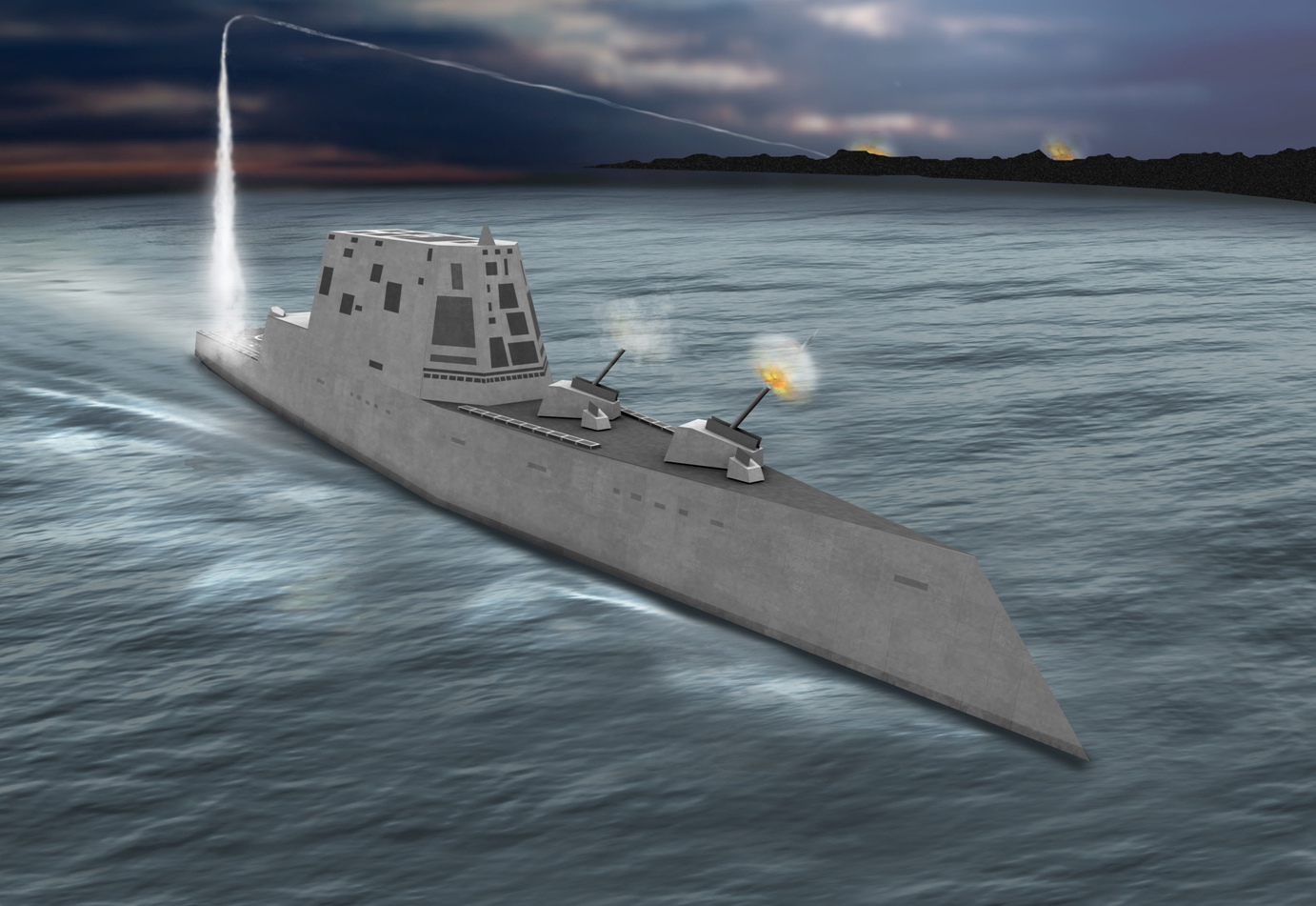
Tranh vẽ mô tả tàu khu trục USS Zumwalt, chiếc dẫn đầu của lớp DD(X).

Tàu khu trục cuối cùng thuộc lớp Spruance của Hải quân Mỹ, chiếc USS Cushing, được cho ngừng hoạt động vào ngày 21 tháng 9 năm 2005; và lớp tàu khu trục Zumwalt từng được dự định để thay thế cho chúng. Vào ngày 1 tháng 11 năm 2001, Hải quân Mỹ công bố ban hành bản Yêu cầu Đề nghị (RFP) được sửa đổi dành cho Chương trình Tàu chiến nổi Tương lai. Trước đây được gọi là DD 21, dự án này hiện nay được đặt tên là DD(X) để phản ánh chính xác hơn mục đích của chương trình, đó là nhằm sản xuất một họ các tàu nổi có kỹ thuật tiên tiến, thay vì chỉ là một lớp tàu duy nhất. Lớp DD(X), còn được gọi là lớp Zumwalt, lớn hơn nhiều so với tàu khu trục truyền thống, chúng nặng hơn gần 3.000 tấn so với một tàu tuần dương lớp Ticonderoga (khoảng 12.500 tấn, lớn hơn đa số tàu tuần dương hạng nặng thời Thế Chiến II). Nó có khả năng mang các loại vũ khí tiên tiến, và sở hữu Hệ thống Động lực Tích hợp hoàn toàn bằng điện. Tuy nhiên, do giá thành bị đội lên quá cao và hàng loạt trục trặc trong thiết kế, chương trình chế tạo lớp tàu Zumwalt đã bị cắt giảm từ 32 chiếc xuống chỉ còn 3 chiếc tổng cộng.
Cùng với việc lớp Spruance được cho nghỉ hưu trong khi kế hoạch đóng lớp Zumwalt bị hủy bỏ, Hải quân Mỹ bắt đầu đưa vào hoạt động một phiên bản cải tiến của lớp Arleigh Burke với các khả năng chống tàu ngầm được mở rộng, kiểu Arleigh Burke Flight IIA, bắt đầu với chiếc USS Oscar Austin. Tính đến năm 2010, 30 chiếc như vậy đã được đưa vào phục vụ, với ít nhất sáu chiếc khác đang được chế tạo.
Từ khi Liên Xô sụp đổ đến nay, Nga chưa đóng mới một lớp tàu khu trục nào thực sự đẳng cấp, những tàu chiến được đóng mới gần đây đều là những tàu khu trục nhỏ có lượng giãn nước dưới 4.000 tấn, chỉ phù hợp cho các nhiệm vụ phòng thủ ven biển. Xét về khía cạnh hiện đại hóa hải quân, Nga thậm chí còn chậm hơn cả Trung Quốc. Năm 2010, những khu trục hạm mạnh nhất của Hải quân Nga đều là những tàu đã được đóng từ thập niên 1980
Vì thế dù đang có doanh số xuất khẩu tốt với các loại tàu cũ nhưng ngành đóng tàu tại Nga cũng đã có kế hoạch phát triển các loại tàu khu trục theo hướng tàng hình mới, một loại được biết đến đầu tiên với tên gọi Tàu khu trục Đề án 21956 khi nó được giới thiệu năm 2007 với nhãn được dùng để xuất khẩu. Kế hoạch tàu khu trục mới sẽ có thể thay thế cho cả ba lớp tàu phóng lôi, chống ngầm, phóng tên lửa hành trình cũng như có khả năng phòng không, nó hoạt động như một loại tàu đa chức năng, gần như là một loại tàu tuần dương vì hiện tại thiết kế tập hợp hỏa lực giúp tàu chiến có thể tham gia nhiều nhiệm vụ hơn đang là xu hướng phát triển của hải quân Nga khi mà tàu hộ tống Đề án 20385 đã được xem là mạnh gần bằng một tàu khu trục. Loại tàu mới được dự tính có thể trang bị động cơ điện hạt nhân.